# Coalizione Patriottica
La Coalizione Patriottica (croato: Domoljubna koalicija) è stata una coalizione politica in Croazia, formata nel 2015 e centrata sull'Unione Democratica Croata, il principale partito di centro-destra. I partiti dell'alleanza hanno firmato un accordo di coalizione il 21 settembre 2015 e hanno partecipato insieme alle Elezioni parlamentari in Croazia del 2015. La coalizione si è sciolta il 25 luglio 2016.

## Ex membri
| Partito                                       | Leader             | Ideologia                 | Seggi (gennaio 2016) |
| --------------------------------------------- | ------------------ | ------------------------- | -------------------- |
| Unione Democratica Croata                     | Tomislav Karamarko | Conservatorismo nazionale | 49                   |
| Partito Contadino Croato                      | Branko Hrg         | Ruralismo                 | 2                    |
| Partito Croato dei Diritti dr. Ante Starčević | Ivan Tepeš         | Nazionalismo              | 3                    |
| Partito Social-Liberale Croato                | Darinko Kosor      | Liberalismo nazionale     | 2                    |
| Crescita Croata                               | Ladislav Ilčić     | Conservatorismo sociale   | 1                    |
| Blocco dei Pensionati Uniti                   | Milivoj Špika      | Tutela dei pensionati     | 1                    |
| Partito Democristiano Croato                  | Goran Dodig        | Cristianesimo democratico | 1                    |
| Partito Democratico dello Zagorje             | Stanko Belina      | Regionalismo              | -                    |

## Storia

### Parlamento europeo
Una versione precedente della coalizione aveva partecipato con una lista comune alle elezioni europee del 2013 e a quelle del 2014.
| Elezioni     | In coalizione con | Voti ottenuti | Percentuale | Seggi totali | Variazione |
| ------------ | --- | ------------- | ----------- | ------------ | ---------- |
| Europee 2013 | Unione Democratica Croata, Partito Croato dei Diritti dr. Ante Starčević, Blocco dei Pensionati Uniti                                                                                         | 243,654       | 32,86%      | 6            |            |
| Europee 2014 | Unione Democratica Croata, Partito Croato dei Diritti dr. Ante Starčević, Blocco dei Pensionati Uniti, Partito Rurale Croato, Partito Democristiano Croato, Partito Democratico dello Zagorje | 381,844       | 41,42%      | 6            | =          |